# Калкі
Калкі (санскр. कलकी, від санскр. कल्किन्) — в індуїзмі — аватара Вішну, його десяте втілення. Білий Вішну сидить на чорному коні (або чорний Вішну – на білому ), із блискучим мечем у руці, винищує злодіїв, руйнує світ і відновлює дхарму — щиру релігію і готує прийдешнє відродження світу. Це єдина «майбутня», месіанська аватара Вішну, і відбудеться вона, відповідно до міфологічної хронології наприкінці Калі-юґи, тобто наприкінці дійсного історичного періоду.
Настане спокій, достаток, добробут і процвітання. Година проб'є, і з'явиться двічінарождений по імені Калкі Вішнуяшас, наділений великою силою, розумом і могутністю. Явиться він на світ в гідній брахманській родині в селі Самбхала і силою духу відродить зброю і всілякі засоби пересування... Цей цар, який перемагає дхармою, прийме верховну владу і внесе спокій в бентежний світ. Блискучий брахман, високий помислами, з'явившись (світу), покладе край руйнації. Так загальна загибель стане початком (нової) юги... 

## Історія
Аґні-пурана оповідає про те, що люди в Калі Юґу почнуть робити помилкові дії, подібні міжкастовим шлюбам, запереченню авторитету Вед, невиконанню Ведичних ритуалів і т. д. Варвари встановлять владу в зовнішньому житті. Тоді Вішну з'явиться як Калкі сидячи верхи на білому коні, з мечем, що блищить немов комета. Він винищить варварів, відновить авторитет Вед і Варна-ашраму. Він сповістить про прихід Нової ери — ери чистоти, справедливості і миру, після чого повернеться на небеса.

## Іконографія
Загальне
Обличчя коня і тіло людини, або подібний звичайному образові Вішну.
Руки
Тримає мушлю, колесо, меч, щит. Коли він сидить верхи на коні, несе лук і стрілу. Калкі може також нести меч, лук, колесо і мушлю.